# Mutters
Mutters é um município da Áustria, situado no distrito de Innsbruck-Land, no estado do Tirol. Tem 19,02 km² de área e sua população em 2019 foi estimada em 2.209 habitantes.